# Говорушко Сергій Михайлович
Сергій Михайлович Говорушко (9 травня 1955, Приморський край — 16 листопада 2024, Владивосток) — російський науковець, географ. Доктор географічних наук, професор, головний науковий співробітник Тихоокеанського інституту географії Далекосхідного відділення РАН, професор Далекосхідного федерального університету. Лауреат премії імені А. О. Григор 'єва.
У 1977 році закінчив відділення геоморфології геофізичного факультету Далекосхідного державного університету за фахом «Географія».
У 1984 році захистив кандидатську дисертацію, а в 2002 році — докторську.
У 2016 році — кандидат в члени-кореспонденти РАН.
Автор понад 240 публікацій, у тому числі 29 монографій.